# INS Sindhurashtra
L'INS Sindhurashtra (pennant number : S65) est un sous-marin diesel-électrique de classe Sindhughosh de la marine indienne. 

## Conception
Le Sindhurashtra a une longueur totale de 72,6 m, une largeur de 9,9 m et un tirant d'eau de 6,5 m. Son déplacement est de 2300 tonnes en surface, 3100 tonnes en immersion. Il a une profondeur de plongée maximale de 300 m. Son équipage est d’environ 68 hommes, dont 7 officiers et 61 marins,.
Le sous-marin a un arbre d'hélice unique, avec une hélice à sept pales. Il est alimenté par deux générateurs diesel, chacun produisant 1300 ch (1000 kW). Il dispose également d’un moteur électrique d’une puissance de 5500 à 6800 ch (4100 à 5100 kW). Il peut atteindre une vitesse maximale de 10 à 12 nœuds (19 à 22 km/h) en surface et de 17 à 25 nœuds (31 à 46 km/h) lorsqu’il est immergé.

## Engagements
L’INS Sindhurashtra est le dernier navire de la classe Sindhughosh, mis en service le 19 juillet 2000, alors que le premier navire, l’INS Sindhughosh, a été mis en service le 30 avril 1986. De ce fait, il fut le premier à être équipé du missile 3M-54 « Club » (SS-N-27) d’une portée de 220 km